# Torrent de Ribatallada
El torrent de Ribatallada és un curs d'aigua del Vallès Occidental, afluent per la dreta del riu Ripoll. Neix fruit de l'aiguabarreig del torrent de Botelles o Gotelles i del torrent del Guinard, molt a prop del castell de Ribatallada i del barri de ca n'Avellaneda de Castellar del Vallès. El nom de Ribatallada prové de l'indret on neix el torrent, on hi ha unes quantes ribes tallades i alteroses. Durant anys, l'aigua de Ribatallada ha tingut molta anomenada entre els sabadellencs.
Juntament amb el torrent de Colobrers, el de Ribatallada és un dels indrets més rics i més ben conservats de tot el rodal de Sabadell. La vegetació hi és variada, exuberant i poc degradada. Hi ha bosc d'alzinar, combinat amb roures, i arbres de ribera com ara pollancres, àlbers, avellaners i salzes, sobretot al vessant obac. Al vessant solell, ben contrastat, hi predomina la pineda. Al tram final també hi ha plàtans plantats.